# Березовка (Жиздринський район)
Березовка (рос. Березовка) — присілок в Жиздринському районі Калузької області Російської Федерації.
Населення становить 56 осіб. Входить до складу муніципального утворення Село Огорь.

## Історія
Від 2004 року входить до складу муніципального утворення Село Огорь

## Населення
1. Н/Д[2]